# Le Touvet
Le Touvet település Franciaországban, Isère megyében. Lakosainak száma 3115 fő (2022. január 1.). Le Touvet Goncelin, Sainte-Marie-du-Mont, Saint-Vincent-de-Mercuze, La Terrasse és Plateau-des-Petites-Roches községekkel határos.

## Népesség
A település népességének változása:
| Lakosok száma | 1278 | 1857 | 2229 | 2979 | 3075 | 3231 | 3229 | 3176 | 3166 | 3115 |
|               | 1968 | 1982 | 1990 | 2006 | 2013 | 2015 | 2017 | 2019 | 2020 | 2022 |